# Musica africana
La musica tradizionale è caratterizzata dall'utilizzo di particolari strumenti musicali.

Durante il periodo buio dello schiavismo, milioni di africani vennero catturati e ammassati nelle stive delle navi per andare nelle Americhe: tra queste persone c'erano molti poeti, cantanti, musicisti africani e percussionisti. Gli schiavi portarono al lavoro i canti e le melodie spirituali. Dopo un violento attacco con la chiesa nacque il blues

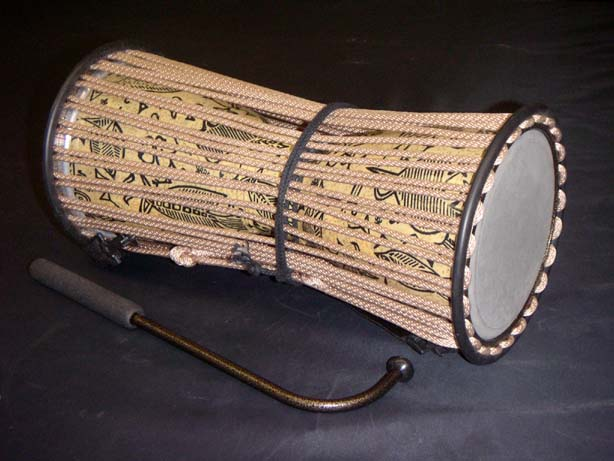

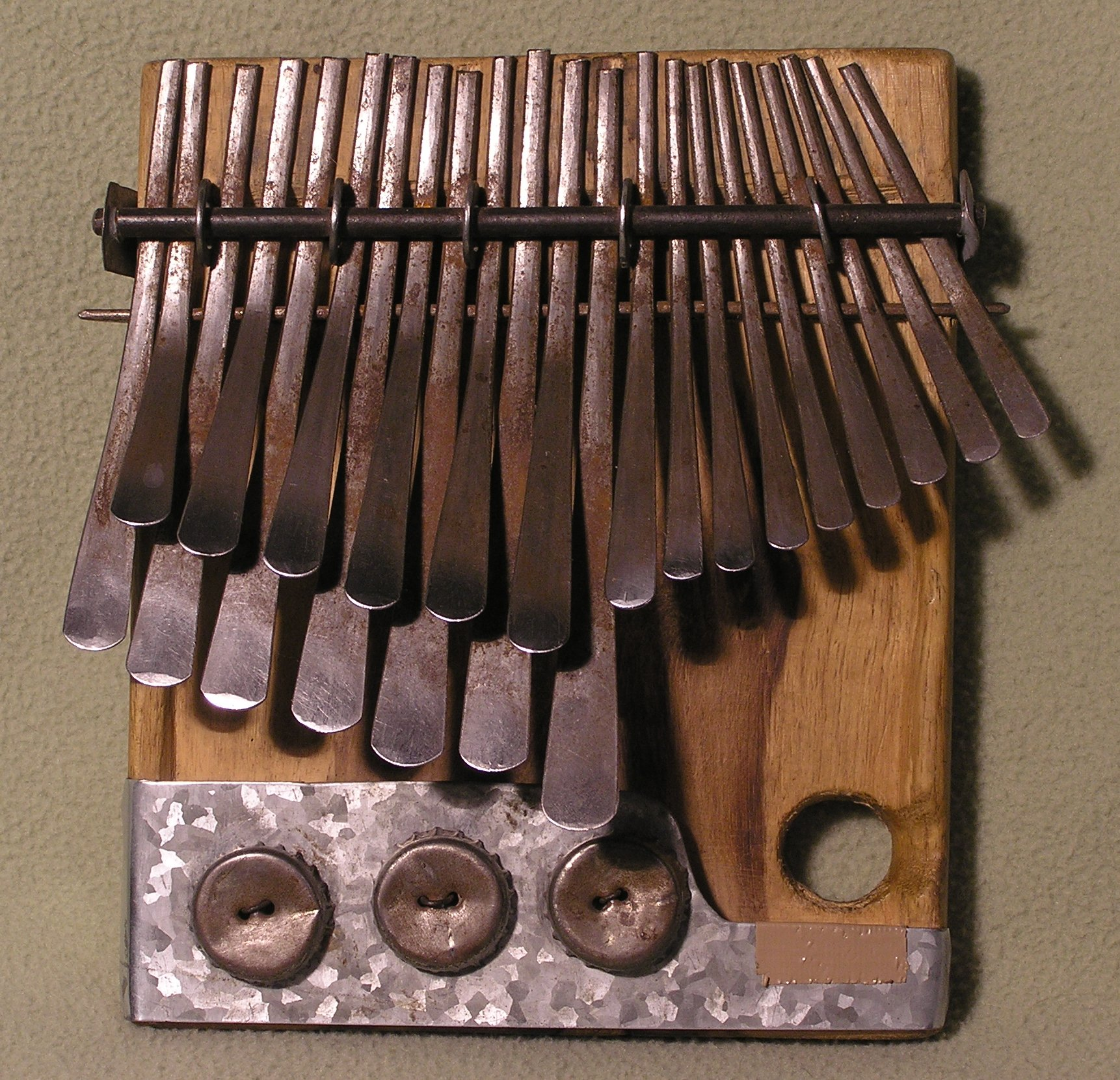

La musica africana nel senso di musica originaria dell'Africa, è estremamente eterogenea, in quanto riflette la varietà etnica, culturale e linguistica del continente.
È soprattutto caratterizzata dal ritmo frenetico emesso dai suoi tamburi. L'espressione "musica africana" viene talvolta usata anche in modo più specifico per riferirsi alla musica dell'africa subsahariana, essendo la tradizione musicale del Nordafrica essenzialmente sovrapponibile a quella mediorientale. Elementi mediorientali si trovano anche nella musica dei popoli della costa est del continente, che risente anche di influenze indiane, persiane e in generale degli effetti degli scambi commerciali e culturali sull'Oceano Indiano. In ogni caso, anche all'interno di queste tre aree principali (Nordafrica, Africa subsahariana, Africa orientale) esiste una grandissima diversificazione degli stili sia della musica etnica tradizionale che della musica moderna. Quest'ultima risente praticamente ovunque (ma soprattutto nei paesi con una forte eredità coloniale) dell'influenza della musica leggera europea e statunitense. D'altra parte, la diaspora africana e il conseguente diffondersi in America ed Europa della tradizione musicale africana ha influito in modo determinante sullo sviluppo della musica leggera occidentale.
Nell'Africa subsahariana la musica e la danza sono sempre stati elementi centrali e fondamentali della cultura dei popoli, e sono dotati di grande valore sociale e religioso. Ogni etnia ha una propria tradizione musicale così come ha una propria tradizione letteraria e un proprio insieme di regole e credenze; ogni gruppo sociale possiede un repertorio musicale di riferimento e dei sottogeneri appropriati a determinate celebrazioni (per esempio nascita, passaggio all'età adulta, matrimonio, funerale) o anche semplicemente attività quotidiane come il raccolto nei campi e lo smistamento delle riserve alimentari.
Ciò che ritroveremo sempre in ogni variante musicale, a prescindere dallo scopo per cui viene prodotta, è la caratteristica poliritmia, la capacità cioè di sviluppare contemporaneamente diversi ritmi e di mantenerli in modo costante ed uniforme, senza che uno prevarichi su di un altro. 
Una particolare funzione sociale è rappresentata dalle percussioni e dalle campane che in molte zone vengono utilizzati come strumenti di comunicazione. 
La musica è, ad esempio, una delle pratiche più note e più impiegate da un griot (o griotte, poeta cantore) proprio perché in molti contesti le relazioni sono spesso basate sull'impatto emozionale.
Anche il canto è molto diffuso e riveste una funzione sociale importantissima, durante i funerali, ad esempio, per ripercorrere le tappe dell'esistenza del defunto, dunque mantenerne viva la memoria e per narrare le imprese degli antenati cui spetta il compito di accogliere l'anima della persona mancata. 
Le epopee mitiche cantate dai griot, oltre a mettere in evidenza il potere costituito, trasmettono gli avvenimenti particolari che fanno parte della storia di una comunità e permettono una trasmissione facilitata proprio dal ritmo della melodia sottostante. Il canto, la musica e la danza diventano da un lato veicoli di tipo simbolico e dall'altro preziosi strumenti della memoria collettiva. 
La musica tradizionale si trasmette oralmente, dunque non esistono spartiti o forme scritte in cui è possibile rinvenire delle melodie. Tutto viene creato e comunicato direttamente ed è per questo che un aspetto importantissimo è dato dall'improvvisazione.
La complessità ritmica delle musiche africane si è di fatto trasferita a molte espressioni musicali dei paesi dell'America Latina; l'aspetto più affascinante di questa poliritmia è costituito dalla possibilità di distinguere chiaramente i diversi ritmi pur percependoli unitariamente in modo coerente. 
Per quanto riguarda la voce, è interessante notare che generalmente si utilizzano timbri canori tendenti al rauco e al gutturale.
Molte lingue locali, in Africa, sono di tipo tonale ed è per questo che esiste un collegamento molto stretto tra la musica e la lingua. Soprattutto nel canto, è il modello tonale del testo che condiziona la struttura melodica. 
Conoscendo molto approfonditamente queste lingue, è possibile riconoscere dei testi anche nelle melodie degli strumenti ed è quest'effetto che ha dato fama al cosiddetto “tamburo parlante”. La musica africana è piena di ritmi.

## Africa precoloniale
Sulla musica dell'Africa precoloniale disponiamo di scarse informazioni. Le più antiche consistono in reperti pittografici raffiguranti movenze di ballo e strumenti musicali. Nel 1956, a Tassili n'Ajjer, venne scoperta una pittura rupestre - databile tra il 6000 e il 4000 a.C.- raffigurante otto danzatori (cinque donne e tre uomini). Un altro dipinto rupestre mostra un musicista intento a suonare un'arpa a sei corde. La particolarità di questo documento è costituita dal fatto che, accanto al solista, è raffigurato un ascoltatore, probabilmente un personaggio d'alto rango; questo elemento contrasta con l'idea diffusa che la musica destinata all'ascolto piuttosto che alla danza non fosse diffusa in Africa. 
Con l'espansione araba nel Nordafrica, tra il VII e il XII secolo, la documentazione si arricchisce notevolmente, dandoci la possibilità di ricavare alcuni dati significativi: le fonti arabe parlano del talento degli africani per la musica e la poesia e della loro versatililtà nella danza. Un epigramma arabo afferma: "Se un Nero precipitasse dal cielo, di certo cadrebbe a ritmo". 
In un'antologia di "antichi documenti" compilata da John McCall (1998) si trovano informazioni sugli strumenti (loro natura, costruzione, tipo di musica che producono) e sui contesti musicali (cerimonie in onore di regnanti, rituali di guarigione, divertimento). I tamburi vengono indicati come "surrogati del discorso parlato". La musica vi viene descritta come composta da brevità delle frasi musicali, esteso impiego della ripetizione come principio organizzatore, largo ricorso alla polifonia vocale e strumentale.

## Caratteristiche distinte

### La complessità ritmica e la trasmissione del sapere musicale
La musica dell'Africa sub-sahariana ha come caratteristica che la distingue, una complessità ritmica che ha installato nelle musiche delle Americhe.  
La musica tradizionale si trasmette in genere oralmente, dunque non esistono molti spartiti o forme scritte in cui è possibile rinvenire delle melodie. Tutto viene creato e comunicato direttamente ed è per questo che un aspetto importantissimo è dato dall'improvvisazione. 
La complessità ritmica delle musiche africane si è di fatto trasferita a molte espressioni musicali dei paesi dell'America Latina; l'aspetto più affascinante di questa poliritmia è costituito dalla possibilità di distinguere chiaramente i diversi ritmi pur percependoli unitariamente in modo coerente.

### Scale e polifonia
Sistemi di scala variano tra le regioni: ci sono scale diatoniche ma le scale pentatoniche sono anche molto diffuse. Gli intervalli sono spesso diversi da quelli usati nella musica europea. I sistemi delle scale variano da zona a zona ma generalmente il più diffuso è quello di tipo pentatonico (5 note), tipico dei Boscimani, dei Bantù e degli Ottentotti, mentre gli intervalli sono spesso paralleli (di solito, terzo, quarto e quinto). 

### Strumenti musicali africani
In Africa, la musica tradizionale è caratterizzata proprio dall'utilizzo di particolari strumenti musicali, spesso prodotti con materiali naturali come zucche, corna, pelli, conchiglie anche se attualmente è in uso una vasta tipologia di materiali artificiali, perlopiù in alluminio o in metallo come lattine, stringhe, tappi di bottiglia, bidoni.
Oltre agli strumenti in senso proprio, troviamo una serie di oggetti che pur non essendo classificabili come strumenti, vengono di fatto suonati e definiti da queste stesse popolazioni come "strumenti ritmici", vale a dire: sonagli, pendagli, fischietti, bracciali, conchiglie ecc. Fra di essi uno dei più antichi fu l'arco, che oltre alla funzione di arma, nel caso dei Boscimani, grazie alla corda pizzicata o toccata, amplificata da vasi di legno o zucche vuote posti all'estremità, assunse anche il ruolo di strumento.
In etnomusicologia, generalmente si suddividono gli strumenti musicali in quattro grandi categorie:
- Idiofoni: il suono è prodotto dallo strumento stesso senza particolari ausili o supporti.
- Membranofoni: il suono è prodotto da una o più membrane che vengono battute con le mani o con bastoni affusolati.
- Cordofoni: il suono è prodotto da corde, in cuoio o in nylon, che vengono pizzicate.
- Aerofoni: il suono è prodotto dal fiato del musicista e canalizzato dallo strumento stesso.

Anche il canto, spesso affidato alle donne durante le varie celebrazioni, riveste una particolare importanza nell'ambito della musica africana. 
Il grande numero di tamburi usato nella musica tradizionale africana include il tama (tamburi parlanti), il bougarabou e il djembe nell'Africa occidentale, tamburi ad acqua nell'Africa centrale e tipi diversi di tamburi spesso chiamati engoma o ngoma nell'Africa meridionale.

### Il timbro
In molte culture di musica africana, vi è una preferenza per il "chiassoso" lamellafono. Nei lamellafoni, anelli di metallo sono messi dentro un'asta per creare un ronzio. Un altro esempio è dato da membrane fatte da tele di ragno legate alle aperture di risuonatori di calabash in alcuni tipi di xilofono. Le voci, diversamente dallo stile occidentale, possono essere anche roche e gutturali. Come pelle del tamburo viene usata la pelle di vari animali: questa viene tesa ad una delle estremità del fusto.

### Relazione con la danza
Il trattamento di musica e danza come forme di arte separate è un'idea europea. In molte lingue africane non c'è nessun concetto che corrisponde precisamente a questi termini. Per esempio, in molte lingue di tipo Bantù vi è un concetto che può essere tradotto come canzone ed un altro che copre ambo i campi semantici dei concetti europei di musica e danza. Così c'è una parola per musica e danza (il significato esatto dei concetti può differire fra cultura e cultura).  
Per esempio, in Kiswahili la parola ngoma può essere tradotta come "tamburo", "danza", "danza religiosa", "danza celebrativa" o "musica", in funzione del contesto della frase. Comunque ogni traduzione di un concetto singolo risulta essere incompleta. 
Perciò, da un punto di vista interculturale, la musica africana e la danza devono essere viste in collegamento molto stretto. La classificazione del fenomeno di questa area della cultura, in "musica" e "danza", è estraneo a molte culture africane. 
C'è un collegamento molto stretto tra la struttura poliritmica della musica africana e la struttura policentrica di molte danze africane nelle quali parti diverse del corpo si muovono secondo componenti ritmiche diverse. 
La musica è ancora oggi estremamente funzionale nella vita africana, accompagnando sempre i momenti più importanti della vita come la nascita, il matrimonio, la caccia e anche le attività politiche. Molta musica esiste solamente per divertimento, variando da canzoni narrative a teatro musicale estremamente stilizzato. Somiglianze con altre culture, particolarmente l'indiana e la
medio-orientale, possono essere attribuite principalmente alle invasioni islamiche.

## Musica popolare
Generi di musica africana e popolare comprendono: 
| - Afrobeat - Apala - Benga di Benga - Bikutsi - Fuji - Highlife - Isicathamiya | - Jùjú - Kwaito - Kwela - Makossa - Mbalax - Mbaqanga - Mbube | - Morna - Raï - Sakara - Soukous/Congo/Lingala - Taarab - Zouglou - Afropop |